# ライアン・カーペンター (野球)
ライアン・ニコラス・カーペンター（Ryan Nicholas Carpenter, 1990年8月22日 - ）は、アメリカ合衆国アリゾナ州グレンデール出身のプロ野球選手（投手）。左投左打。CPBLでの登録名は「卡本特」。

## 経歴

### プロ入り前
高校時代、2008年のMLBドラフト21巡目 (全体623位) でタンパベイ・レイズから指名されたが、契約を拒否してゴンザガ大学へ進学した。

### プロ入りとレイズ傘下時代
2011年のMLBドラフト7巡目 (全体240位) で再びレイズから指名され、今度は契約に合意してプロ入り。2013年まで傘下のマイナーチームでプレーしたが、2014年3月21日に自由契約となった。

### ロッキーズ傘下時代
2014年5月7日にコロラド・ロッキーズとマイナー契約を結んだ。
2017年のオフに自由契約となった。

### タイガース時代
2017年11月20日にデトロイト・タイガースとメジャー契約を結んだ。
2018年4月1日のピッツバーグ・パイレーツ戦でメジャーデビューを果たした。この年はメジャーで6試合 (先発5試合) に登板して1勝2敗、防御率7.25、15奪三振の成績を記録した。
2019年はメジャーで9試合に先発登板したが、防御率9.30と不振で、シーズン途中にDFAとなり、9月3日に自由契約となった。

### 楽天モンキーズ時代
2020年1月11日にCPBLの楽天モンキーズと単年契約を結んだ。この年は26試合 (先発25試合) に登板して10勝7敗、防御率4.00、150奪三振の成績を記録し、ゴールデングラブ賞を受賞した。

### ハンファ時代
2020年11月29日にKBOリーグのハンファ・イーグルスと30万ドルの単年契約を結んだ。2021年は5勝12敗でダン・ストレイリーと並びリーグ最多敗戦を記録。2022年はハンファで4試合のみ登板し0勝1敗の成績で、5月31日にウェーバー公示された。

### パドレス傘下時代
2023年10月31日、サンディエゴ・パドレス傘下のエルパソ・チワワズとマイナー契約を結んだ。

## 詳細情報

### 年度別投手成績
| 年 度     | 球 団     | 登 板 | 先 発 | 完 投 | 完 封 | 無 四 球 | 勝 利 | 敗 戦 | セ 丨 ブ | ホ 丨 ル ド | 勝 率 | 打 者 | 投 球 回 | 被 安 打 | 被 本 塁 打 | 与 四 球 | 敬 遠 | 与 死 球 | 奪 三 振 | 暴 投 | ボ 丨 ク | 失 点 | 自 責 点 | 防 御 率 | W H I P |
| --------- | --------- | ----- | ----- | ----- | ----- | -------- | ----- | ----- | -------- | ----------- | ----- | ----- | -------- | -------- | ----------- | -------- | ----- | -------- | -------- | ----- | -------- | ----- | -------- | -------- | ------- |
| 2018      | DET       | 6     | 5     | 0     | 0     | 0        | 1     | 2     | 0        | 0           | .333  | 104   | 22.1     | 34       | 8           | 4        | 0     | 3        | 15       | 0     | 0        | 19    | 18       | 7.25     | 1.70    |
| 2019      | DET       | 9     | 9     | 0     | 0     | 0        | 1     | 6     | 0        | 0           | .143  | 197   | 40.2     | 61       | 12          | 13       | 0     | 2        | 25       | 0     | 2        | 46    | 42       | 9.30     | 1.82    |
| 2020      | 楽天      | 26    | 25    | 0     | 0     | 0        | 10    | 7     | 0        | 0           | .588  | 692   | 157.1    | 181      | 13          | 33       | 0     | 18       | 150      | 7     | 1        | 82    | 70       | 4.00     | 1.36    |
| MLB：2年  | MLB：2年  | 15    | 14    | 0     | 0     | 0        | 2     | 8     | 0        | 0           | .200  | 304   | 63.0     | 95       | 20          | 17       | 0     | 5        | 40       | 0     | 2        | 65    | 60       | 8.57     | 1.78    |
| CPBL：1年 | CPBL：1年 | 26    | 25    | 0     | 0     | 0        | 10    | 7     | 0        | 0           | .588  | 692   | 157.1    | 181      | 13          | 33       | 0     | 18       | 150      | 7     | 1        | 82    | 70       | 4.00     | 1.36    |

- 2020年度シーズン終了時

### 年度別守備成績
| 年 度 | 球 団 | 投手（P） | 投手（P） | 投手（P） | 投手（P） | 投手（P） | 投手（P） |
| 年 度 | 球 団 | 試 合     | 刺 殺     | 補 殺     | 失 策     | 併 殺     | 守 備 率  |
| ----- | ----- | --------- | --------- | --------- | --------- | --------- | --------- |
| 2020  | 楽天  | 26        | 6         | 14        | 0         | 1         | 1.000     |
| CPBL  | CPBL  | 26        | 6         | 14        | 0         | 1         | 1.000     |

- 2020年度シーズン終了時
- 各年度の太字はリーグ最高
- 太字年はゴールデングラブ賞受賞

### 表彰
CPBL
- ゴールデングラブ賞：1回（2020年）

### 記録
初記録
CPBL
- 初登板・初先発登板：2020年4月15日、対統一ライオンズ1回戦（桃園国際野球場）、6回5失点で勝敗つかず
- 初奪三振：同上、1回表に陳傑憲から空振り三振
- 初勝利：2020年4月29日、対富邦ガーディアンズ5回戦（新荘体育場野球場）、6回1/3、2失点（自責点0）

### 背番号
- 31 (2018年 - 2019年)
- 22 (2020年 - 2022年)